# 異口遠環蚓
異口遠環蚓（学名：Amynthas proasacceus）为巨蚓科遠環蚓屬下的一个种。